# Rumbo al Cairo
Rumbo al Cairo és una pel·lícula de comèdia musical espanyola dirigida per Benito Perojo i protagonitzada per Miguel Ligero i María del Carmen Merino. Fou estrenada el 14 d'octubre de 1935 al Cine Callao de Madrid. La pel·lícula va ser produïda per la companyia espanyola Cifesa, i va ser modelada amb èxit de pel·lícules del mateix tipus de Hollywood. S'ha descrit com una de les pel·lícules espanyoles més assolides del període. El viatge del títol acaba feliçment a Mallorca, molt lluny de la destinació prevista del Caire.

## Sinopsi
En un viatge en vaixell cap a Egipte viatgen el cantant famós Jaime Noriega, que es troba tip del pes de la fama i el seu amic Quique, de qui enveja la seva habilitat per conquerir dones.

## Repartiment
- Miguel Ligero com a Quique
- Ricardo Núñez com a Jaime Noriega
- María del Carmen Merino com a Celia
- Carlos Díaz de Mendoza com a Tono Cienfuegos
- José Calle com a Governador
- Rafael Calvo com a El taberner